# Verwaltungsgemeinschaft Weihenzell
In der Verwaltungsgemeinschaft Weihenzell im mittelfränkischen Landkreis Ansbach haben sich am 1. Mai 1978 folgende Gemeinden zur Erledigung ihrer Verwaltungsgeschäfte zusammengeschlossen:
1. Bruckberg, 1295 Einwohner, 7,61 km²
2. Rügland, 1294 Einwohner, 20,91 km²
3. Weihenzell, 3025 Einwohner, 45,22 km²

Sitz der Verwaltungsgemeinschaft ist Weihenzell. Alle Teile zählen zur Metropolregion Nürnberg.